# Ground 0 + plus
『ground 0 + plus』（グラウンド・ゼロ・プラス）は、pigstarの通算5枚目のミニアルバム。2009年2月5日に台湾限定でリリース。

## 解説
2009年3月に台湾と香港で公開される映画「愛到底 L-O-V-E」の主題歌にアルバム曲「I can't」が抜擢されたことを記念して台湾限定でリリース。
収録曲は2008年11月5日に日本でリリースされたミニアルバム『ground 0』の収録曲の他にシングル「君=花」と「衝動」の2曲を追加。この2曲のシングルはテレビアニメ「純情ロマンチカ」第一期・第二期それぞれのオープニングテーマに起用されている。
また『ground 0』とはジャケット写真も異なっている。

## 収録曲
1. FLOSTI
  - 作詞・作曲:関口トモノリ
2. yours
  - 作詞・作曲:関口トモノリ
3. R16
  - 作詞・作曲:関口トモノリ
4. 青星
  - 作詞・作曲:関口トモノリ
5. Sheep Song
  - 作詞・作曲:関口トモノリ
6. them
  - 作詞・作曲:関口トモノリ
7. I can't
  - 作詞・作曲:関口トモノリ
  - 映画「愛到底 L-O-V-E」主題歌
8. FLOSTII
  - 作詞・作曲:関口トモノリ
9. 君=花
  - 作詞・作曲:関口トモノリ
  - テレビアニメ「純情ロマンチカ」オープニングテーマ
10. 衝動
  - 作詞・作曲:関口トモノリ
  - テレビアニメ「純情ロマンチカ2」オープニングテーマ